# سكوت راند (لاعب دارت)
سكوت راند (بالإنجليزية: Scott Rand)‏ هو لاعب دارت بريطاني، ولد في 4 يوليو 1975 في كوفنتري في المملكة المتحدة.

## وصلات خارجية
- سكوت راند على موقع DartsDatabase.co.uk (الإنجليزية)